# ولقان قهرمان
ولقان قهرمان (بالتركية: Volkan Kahraman)‏ (10 أكتوبر 1979 في النمسا - 8 فبراير 2023) هو مدرب كرة قدم ولاعب كرة قدم تركي في مركز الوسط. شارك مع منتخب النمسا لكرة القدم. أما مع النوادي، فقد لعب مع أوستريا فيينا وأوسكو باشينغ وسكودا زانثي وفاينورد وفيرست فيينا ولاسك لينتس ونادي إكسلسيور ونادي ريد بل سالزبورغ ونادي طرابزون سبور وأرضروم سبور ‏ وسوادورف ‏ وفيفورتنير ‏ ونادي إيراكليس وآيزنشتات ‏.

## مسيرته الكروية
لعب ولقان قهرمان خلال مسيرته الاحترافية مع 8 أندية في ثلاثة عشر موسمًا وسجل خلالها 9 أهداف ضمن 148 مباراة. حيث فاز في موسم واحد بالكأس وفي موسم واحد بالدوري.
خاض ولقان قهرمان مسيرته مع نادي إكسلسيور في موسم 1997–98 واستمر معه طيلة ثلاثة مواسم، مشاركًا في 41 مباراة سجل خلالها 4 أهداف. ثم انتقل إلى أرضروم سبور ‏ في موسم 2000–01 لمدة موسم واحد، حيث شارك في 11 مباراة ولم يسجل أي هدف. لينتقل بعدها إلى نادي أوسكو باشينغ في موسم 2001–02 واستمر معه طيلة ثلاثة مواسم، مشاركًا في 54 مباراة سجل خلالها 4 أهداف. ثم انتقل إلى نادي أوستريا فيينا في موسم 2002–03 لمدة موسم واحد، مشاركًا في 7 مباريات ولم يسجل أي هدف. هذا وانتقل لاحقًا إلى نادي سكودا زانثي في موسم 2003–04 لمدة موسم واحد، مشاركًا في 5 مباريات ولم يسجل أي هدف أيضًا. ثم انتقل بعدها إلى نادي لاسك لينتس في موسم 2004–05 ولمدة موسمين، مشاركًا في 16 مباراة سجل خلالها هدفًا واحدًا.

## وصلات خارجية
- ولقان قهرمان على موقع اتحاد تركيا (لاعب) (الإنجليزية)
- ولقان قهرمان على موقع قاعدة بيانات كرة القدم.إي يو (الإنجليزية)
- ولقان قهرمان على موقع ناشيونال فوتبول تيمز (الإنجليزية)
- ولقان قهرمان على موقع Soccerway.com (الإنجليزية)
- ولقان قهرمان على موقع عالم كرة القدم.نت (الإنجليزية)